# Maisoncelles (Sarthe)
Maisoncelles è un comune francese di 206 abitanti situato nel dipartimento della Sarthe nella regione dei Paesi della Loira.

## Società

### Evoluzione demografica
Abitanti censiti